# QV71
La tomba QV71 è stata costruita per Bintanath, figlia di Ramses II e della regina Isinofret e si trova nella Valle delle Regine, nella necropoli di Tebe.
Fu scavata nel 1904 da Ernesto Schiaparelli.
In una pittura sopra la parete c'è un'immagine del dio Thot, creatore della lingua sacra e maestro dei geroglifici, che porta la regina Bintanath nell'altro mondo indicando che era legata direttamente alle divinità della conoscenza.